# Unione Sportiva Pistoiese 1980-1981
Questa voce raccoglie le informazioni riguardanti l'Unione Sportiva Pistoiese nelle competizioni ufficiali della stagione 1980-1981.

## Stagione
La stagione d'esordio nella Serie A a girone unico della Pistoiese (la seconda assoluta nella massima serie, dopo la partecipazione alla Divisione Nazionale a gironi plurimi di fine anni 1920) si concluse con un sedicesimo e ultimo posto in graduatoria: la squadra, si è resa inizialmente protagonista di un buon avvio (che l'ha portata a un sesto posto provvisorio verso la fine del girone di andata, ottenuto dopo una clamorosa vittoria nel derby toscano contro la Fiorentina), poi però è sprofondata durante il girone di ritorno sul fondo della classifica, ed è retrocessa con qualche giornata di anticipo sulla conclusione del campionato.
In Coppa Italia la Pistoiese disputa prima del campionato, il quarto girone di qualificazione, che promuove ai Quarti della manifestazione la Fiorentina.
La stagione verrà anche ricordata per il primo storico calciatore straniero a militare nella squadra arancione, il brasiliano Luis Silvio Danuello, che però deluse completamente le aspettative rivelandosi un flop e collezionando pochi gettoni di presenza.

## Divise

I toscani all'esordio in Serie A il 14 settembre 1980 con indosso la seconda divisa fasciata

Le divise della Pistoiese per la stagione 1980-81, firmate dalla Puma, corrispondono a una maglia arancione per le gare interne con bande laterali blu scure, bianca per quelle esterne con fascia orizzontale arancione.
| Casa | Trasferta |

## Organigramma societario
Area direttiva
- Presidente: Marcello Melani

Area organizzativa
- Segretario: Ottavio Giagnoni
- General manager: Carlo Montanari

Area tecnica
- Direttore tecnico: Edmondo Fabbri (dalla 7ª giornata)
- Direttore sportivo: Guglielmo Magrini
- Allenatore: Lido Vieri
- Allenatore in seconda: Giuseppe Malavasi

Area sanitaria
- Medici sociali: Enzo Melani - Andrea Barontini
- Massaggiatori: Paolo Franchi

## Rosa
| N. |                   | Ruolo | Calciatore              |
| -- | ----------------- | ----- | ----------------------- |
|    | Italia (bandiera) | P     | Poerio Mascella         |
|    | Italia (bandiera) | P     | Gabriele Pratesi        |
|    | Italia (bandiera) | D     | Fabrizio Berni          |
|    | Italia (bandiera) | D     | Sergio Borgo (capitano) |
|    | Italia (bandiera) | D     | Marco Marchi            |
|    | Italia (bandiera) | D     | Marcello Lippi          |
|    | Italia (bandiera) | D     | Mauro Bellugi           |
|    | Italia (bandiera) | D     | Alessandro Zagano       |
|    | Italia (bandiera) | C     | Paolo Benedetti         |

| N. |                    | Ruolo | Calciatore         |
| -- | ------------------ | ----- | ------------------ |
|    | Italia (bandiera)  | C     | Andrea Agostinelli |
|    | Italia (bandiera)  | C     | Mirko Paganelli    |
|    | Brasile (bandiera) | C     | Luís Sílvio        |
|    | Italia (bandiera)  | A     | Mario Frustalupi   |
|    | Italia (bandiera)  | A     | Roberto Badiani    |
|    | Italia (bandiera)  | A     | Vito Chimenti      |
|    | Italia (bandiera)  | A     | Giorgio Rognoni    |
|    | Italia (bandiera)  | A     | Marco Calonaci     |
|    | Italia (bandiera)  | A     | Stefano Quattrini  |

## Risultati

### Serie A

#### Girone di andata
| Arbitro: | Lo Bello (Siracusa) |

|             |           |  |
| P. Sala 58’ | Marcatori |  |

| Arbitro: | Lanese (Messina) |

|                  |           |             |
| P. Benedetti 75’ | Marcatori | 87’ Acerbis |

| Arbitro: | Lops (Torino) |

|                   |           |  |
| C. Pellegrini 88’ | Marcatori |  |

| Arbitro: | Michelotti (Parma) |

|               |           |  |
| Paganelli 58’ | Marcatori |  |

| Arbitro: | Casarin (Milano) |

|                           |           |  |
| Bachlechner 82’ Paris 88’ | Marcatori |  |

| Arbitro: | Lattanzi (Roma) |

|  |           |              |
|  | Marcatori | 57’ Bellotto |

| Arbitro: | D'Elia (Salerno) |

|                          |           |  |
| Altobelli 3’, 84’ (rig.) | Marcatori |  |

| Arbitro: | Vitali (Bologna) |

|                  |           |  |
| P. Benedetti 36’ | Marcatori |  |

| Arbitro: | Tonolini (Milano) |

|                                 |           |              |
| Frustalupi 38’ P. Benedetti 61’ | Marcatori | 50’ Di Somma |

| Arbitro: | Terpin (Trieste) |

|                                              |           |                 |
| Fanna 18’, 33’ Scirea 41’ Bettega 80’ (rig.) | Marcatori | 50’ V. Chimenti |

| Arbitro: | Longhi (Roma) |

|                      |           |  |
| V. Chimenti 20’, 70’ | Marcatori |  |

| Arbitro: | Casarin (Milano) |

|                    |           |                                           |
| Palanca 90’ (rig.) | Marcatori | 24’ V. Chimenti 72’ Badiani 87’ Paganelli |

| Arbitro: | Mattei (Macerata) |

|                      |           |                         |
| Antognoni 39’ (rig.) | Marcatori | 34’ Rognoni 44’ Badiani |

| Arbitro: | D'Elia (Salerno) |

|  |           |                                              |
|  | Marcatori | 2’, 83’ Pruzzo 67’ (aut.) Borgo 74’ B. Conti |

| Arbitro: | Ciulli (Roma) |

|                           |           |  |
| Berni 8’ (aut.) Piras 14’ | Marcatori |  |

#### Girone di ritorno
| Arbitro: | Menegali (Roma) |

|                  |           |               |
| P. Benedetti 64’ | Marcatori | 19’ P. Pulici |

| Arbitro: | Michelotti (Parma) |

|             |           |  |
| Neumann 42’ | Marcatori |  |

| Arbitro: | Longhi (Roma) |

|  |           |             |
|  | Marcatori | 89’ Damiani |

| Arbitro: | Agnolin (Bassano del Grappa) |

|                            |           |                      |
| De Biasi 21’ Torresani 88’ | Marcatori | 28’, 33’ V. Chimenti |

| Arbitro: | Menegali (Roma) |

|  |           |                        |
|  | Marcatori | 8’ Dossena 33’ Fiorini |

| Ascoli Piceno 15 marzo 1981 21ª giornata | Ascoli  | 0 – 0 | Pistoiese | Stadio Cino e Lillo Del Duca\| Arbitro: \| Casarin \| |
| Arbitro:                                 | Casarin |       |           |                                                       |

| Arbitro: | Prati (Parma) |

|                 |           |                            |
| V. Chimenti 34’ | Marcatori | 65’, 74’ (rig.) Beccalossi |

| Arbitro: | Mattei (Macerata) |

|                                   |           |  |
| De Rosa 20’, 35’ Bagni 86’ (rig.) | Marcatori |  |

| Arbitro: | Lattanzi (Roma) |

|                                 |           |  |
| Vignola 8’, 68’ Criscimanni 54’ | Marcatori |  |

| Arbitro: | Casarin (Milano) |

|                 |           |                                       |
| V. Chimenti 83’ | Marcatori | 14’ Cuccureddu 71’ Brady 81’ Tardelli |

| Arbitro: | Pieri (Genova) |

|                |           |  |
| Vierchowod 35’ | Marcatori |  |

| Arbitro: | Lops (Torino) |

|  |           |                    |
|  | Marcatori | 84’ (rig.) Palanca |

| Arbitro: | Angelelli (Terni) |

|  |           |                    |
|  | Marcatori | 80’ (aut.) Rognoni |

| Arbitro: | Barbaresco (Cormons) |

|                   |           |  |
| Di Bartolomei 25’ | Marcatori |  |

| Arbitro: | Milan (Treviso) |

|                 |           |                                        |
| V. Chimenti 12’ | Marcatori | 13’ Marchetti 61’ Selvaggi 83’ Bellini |

### Coppa Italia

#### Primo turno
| Arbitro: | Paparesta (Bari) |

|                             |           |  |
| A. Bordon 60’ Piraccini 69’ | Marcatori |  |

| Firenze 31 agosto 1980 3ª giornata | Fiorentina       | 0 – 0 | Pistoiese | Stadio Comunale\| Arbitro: \| Terpin (Trieste) \| |
| Arbitro:                           | Terpin (Trieste) |       |           |                                                   |

| Arbitro: | Pirandola (Lecce) |

|                  |           |  |
| L. Venturini 81’ | Marcatori |  |

| Arbitro: | Menegali (Roma) |

|  |           |             |
|  | Marcatori | 37’ Messina |

## Statistiche

### Statistiche di squadra
| Competizione | Punti | Totale | Totale | Totale | Totale | Totale | Totale | DR  |
| Competizione | Punti | G      | V      | N      | P      | Gf     | Gs     | DR  |
| ------------ | ----- | ------ | ------ | ------ | ------ | ------ | ------ | --- |
| Serie A      | 16    | 30     | 6      | 4      | 20     | 19     | 46     | -27 |
| Coppa Italia | -     | 4      | 1      | 1      | 2      | 1      | 5      | -4  |
| Totale       |       | 34     | 7      | 5      | 22     | 20     | +2     |     |

### Statistiche dei giocatori
| Giocatore      | Serie A  | Serie A |
| Giocatore      | Presenze | Reti    |
| -------------- | -------- | ------- |
| A. Agostinelli | 27       | 0       |
| R. Badiani     | 22       | 2       |
| M. Bellugi     | 20       | 0       |
| P. Benedetti   | 25       | 4       |
| F. Berni       | 22       | 0       |
| S. Borgo       | 27       | 0       |
| M. Calonaci    | 6        | 0       |
| N. Cappellari  | 1        | 0       |
| G. Catalano    | 3        | 0       |
| V. Chimenti    | 25       | 9       |
| S. Di Lucia    | 7        | 0       |
| M. Frustalupi  | 23       | 1       |
| M. Lippi       | 16       | 0       |
| L. Silvio      | 6        | 0       |
| M. Marchi      | 15       | 0       |
| P. Mascella    | 30       | 0       |
| M. Paganelli   | 25       | 2       |
| G. Pratesi     | 1        | 0       |
| G. Rognoni     | 28       | 1       |
| L. Venturini   | 1        | 0       |
| A. Zagano      | 29       | 0       |